# جاناتان مورگان هیت
جاناتان مورگان هیت (انگلیسی: Jonathan Morgan Heit؛ زادهٔ ۱۶ ژوئیهٔ ۲۰۰۰) یک هنرپیشه اهل ایالات متحده آمریکا است. وی از سال ۲۰۰۶ میلادی تاکنون مشغول فعالیت بوده‌است.

## گزیده فیلمشناسی
از فیلم‌ها یا برنامه‌های تلویزیونی که وی در آن نقش داشته‌است می‌توان به آثار زیر اشاره کرد.
- بخش فوریت‌های پزشکی (مجموعه تلویزیونی) (۲۰۰۷)
- داستان‌های زمان خواب (فیلم ۲۰۰۸) (۲۰۰۸)
- مانک (۲۰۰۹)
- آشنایی با مادر (۲۰۰۹)
- روز والنتاین (فیلم) (۲۰۱۰)
- شب قرار (۲۰۱۰)
- قواعد نامزدی (۲۰۱۱)
- مرد خانواده (۲۰۱۱–۱۶)
- فرار از سیاره زمین (۲۰۱۳)